# Steve Penney (football)
Pour les articles homonymes, voir Penney.
Steve Penney (né le 16 janvier 1964 à Ballymena) est un footballeur international nord-irlandais.
Il participe à la Coupe du monde 1986 au Mexique.
Il met un terme à sa carrière à la suite d'une grave blessure au genou.